# Arichanna fraterna
Arichanna fraterna är en fjärilsart som beskrevs av Butler 1878. Arichanna fraterna ingår i släktet Arichanna och familjen mätare. Inga underarter finns listade i Catalogue of Life.